# Peter Wegner (Maler)

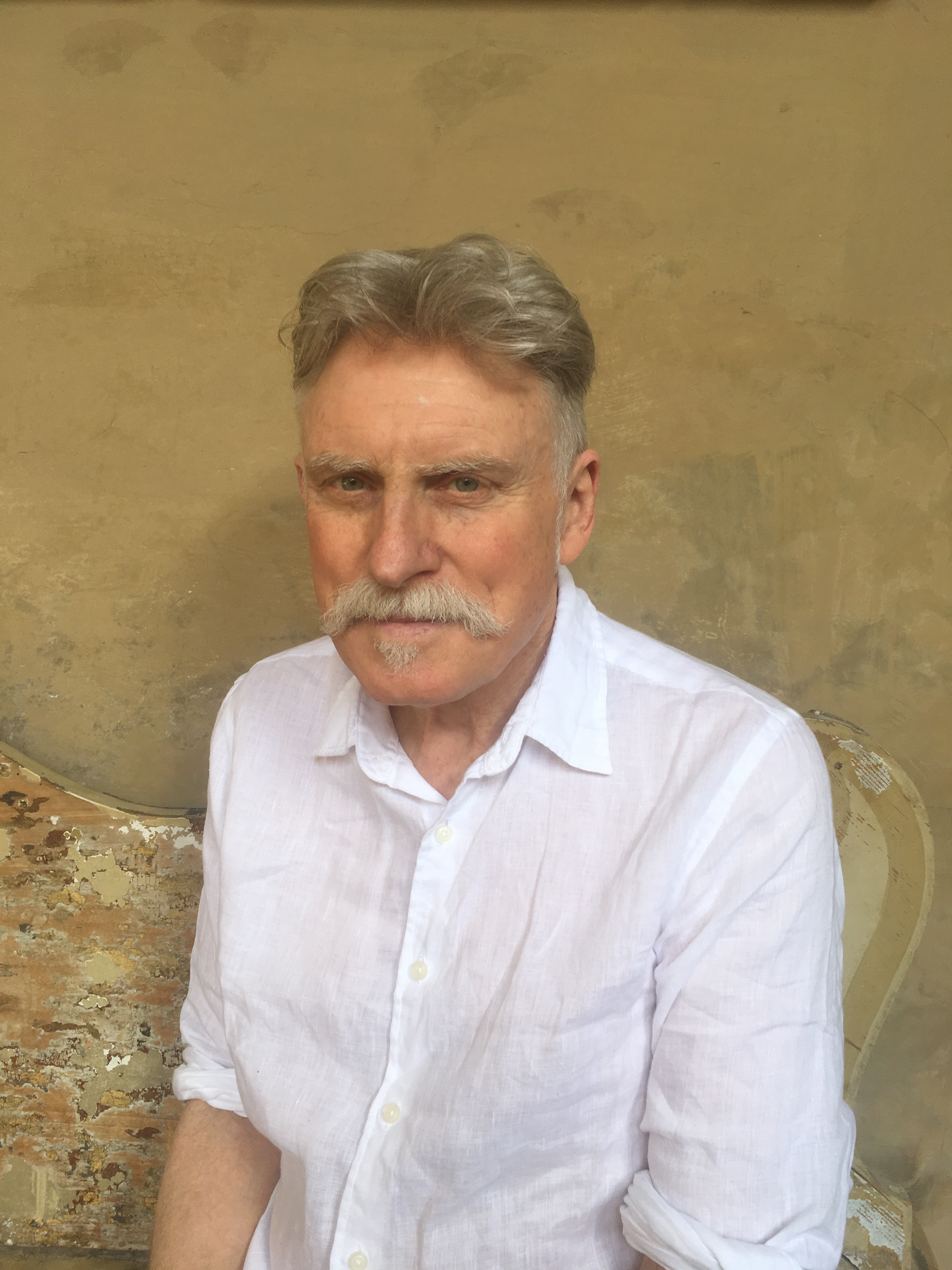
Peter Wegner, 2019

Peter Leslie Wegner (* 1953 in Neuseeland) ist ein australischer Maler.

## Leben
Peter Wegner lebt seit 1956 in Australien. Er nahm 1977 erstmals an einer Gruppenausstellung teil, als er noch keine formelle Kunstausbildung hatte. Im folgenden Jahr erhielt er ein zweijähriges, ursprünglich von der australischen Malerin Alice Marian Ellen Bale gestiftetes Stipendium bei dem Porträtmaler William Dargie. 1985 machte er seinen Abschluss in Bildender Kunst am Phillip Institute of Technology in Melbourne, an dem er später auch ein Postgraduales Diplom erhielt.
Ab 1996 war er Dozent in der Abteilung für Zeichnen an der University of Ballarat. Seither ist er Gastdozent an der La Trobe University und der RMIT University. Er malte mehrere Auftragsporträts und war Finalist beim Doug Moran Portrait Prize (1998), dem Sporting Prize (2000) sowie sechsmal beim Archibald Prize. Die National Portrait Gallery in Canberra erwarb 2001 sein Porträt des maßgeblichen Entwicklers des Cochleaimplantat Graeme Clark und erhielt 2004 das Porträt des australischen Geschäftsmannes Don Argus als Geschenk von der BHP Group, deren Vorsitzender Argus gewesen war. Im Jahr 2007 schloss er als Master of Fine Arts an der Monash University ab, wo er auch als Dozent tätig war.

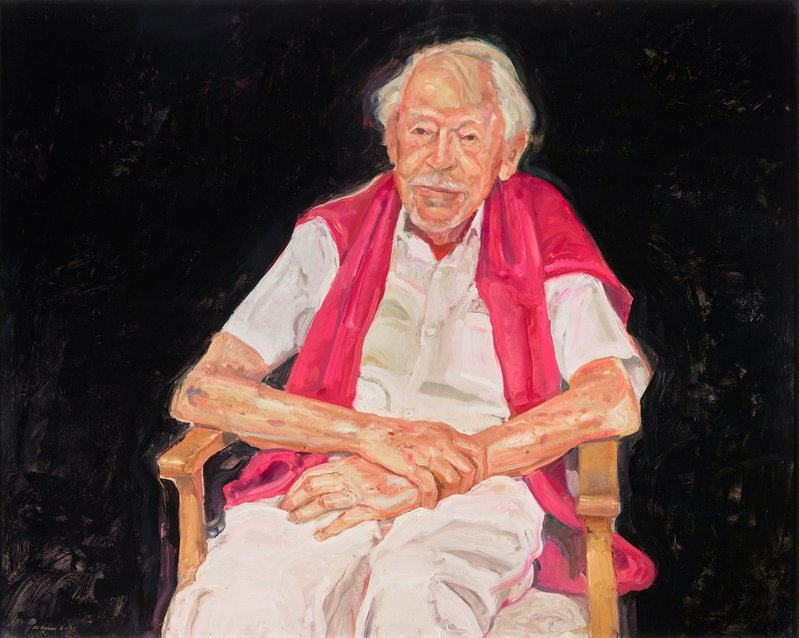
Porträt des hundertjährigen Guy Warren, Archibald Prize 2021.

Wegner zeigte ab 1982 seine Arbeiten regelmäßig auf Einzelausstellungen, zudem nahm er an zahlreichen Gruppenausstellungen teil, darunter der zur Verleihung des Dobell Prize for Drawing in der Art Gallery of New South Wales 2012, der zur Verleihung des BP Portrait Prize in der National Portrait Gallery (London) und der National Portrait Gallery (Edinburgh) im gleichen Jahr sowie der zur Verleihung des Archibald Prize 2011.
2013 wurde Wegner mit dem mit 20.000 A$ dotierten Gallipoli Art Prize ausgezeichnet – ein 2006 vom Gallipoli Memorial Club ins Leben gerufener Preis, der an Werke zum Gedenken an den australischen Gallipolifeldzug vergeben wird. Im Juni 2021 wurde ihm für das Porträt des hundertjährigen Guy Warren einer der wichtigsten australischen Kunstpreise zuerkannt, der mit 100.000 A$ dotierte Archibald Prize.
Seine Arbeiten befinden sich in zahlreichen privaten, universitären und kommunalen Sammlungen sowie in der National Library of Australia, der National Gallery of Australia, der Tasmanian Museum and Art Gallery, der State Library of Victoria und dem Heide Museum of Modern Art.

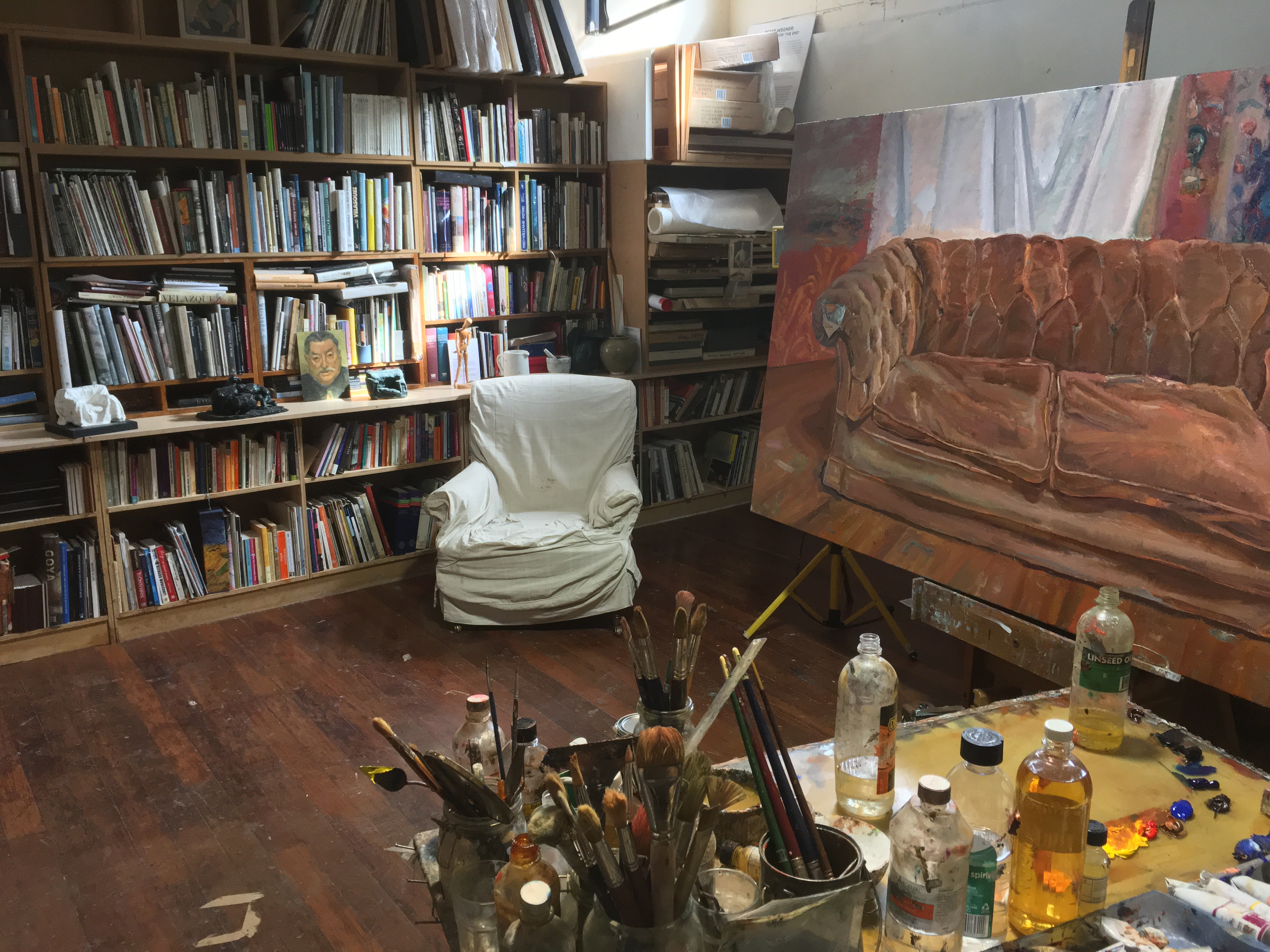
Peter Wegners Atelier, 2020
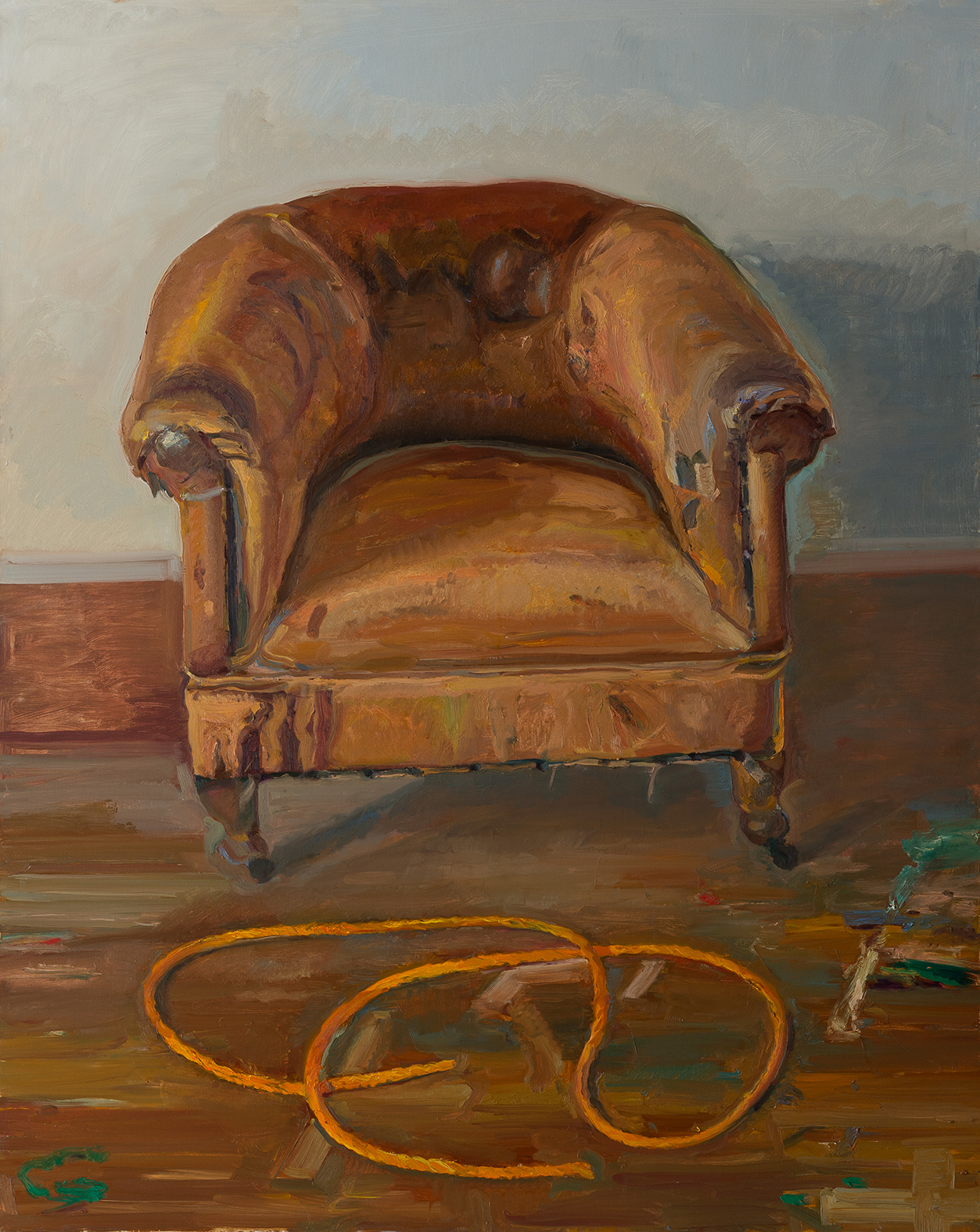
The Orange Rope, Öl auf Leinwand
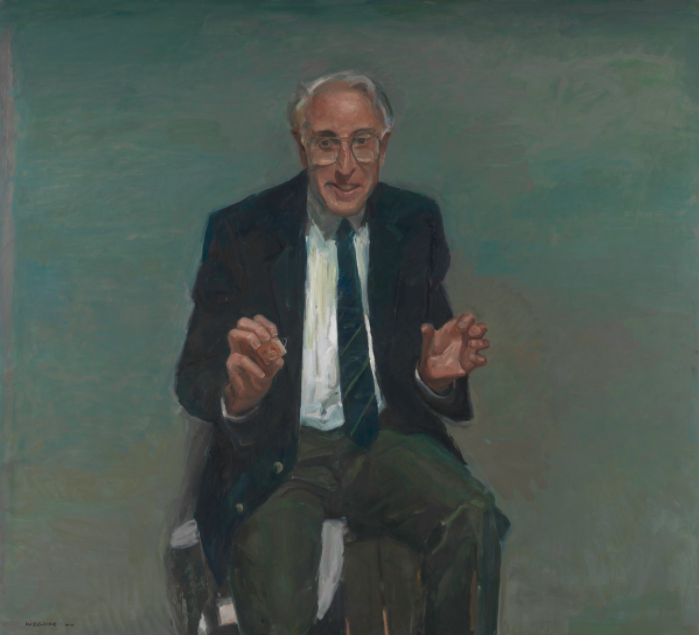
Graeme Clark, Öl auf Leinwand 2000
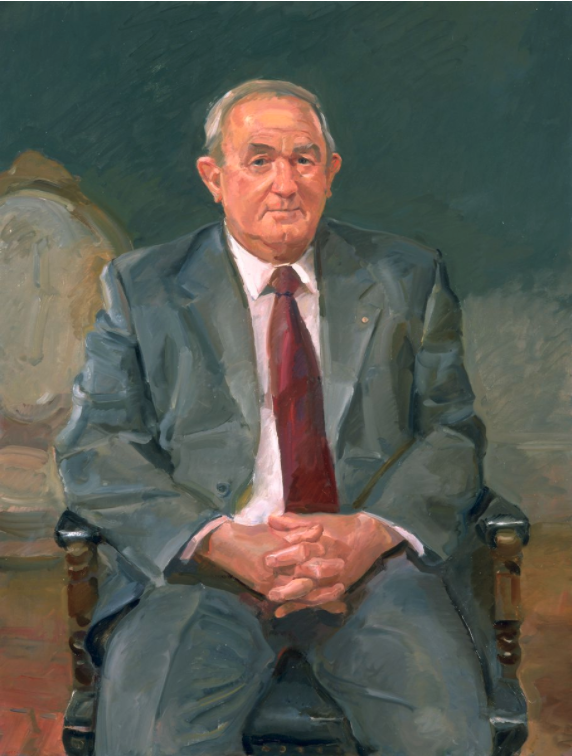
Don Argus, Öl auf Leinwand 2004
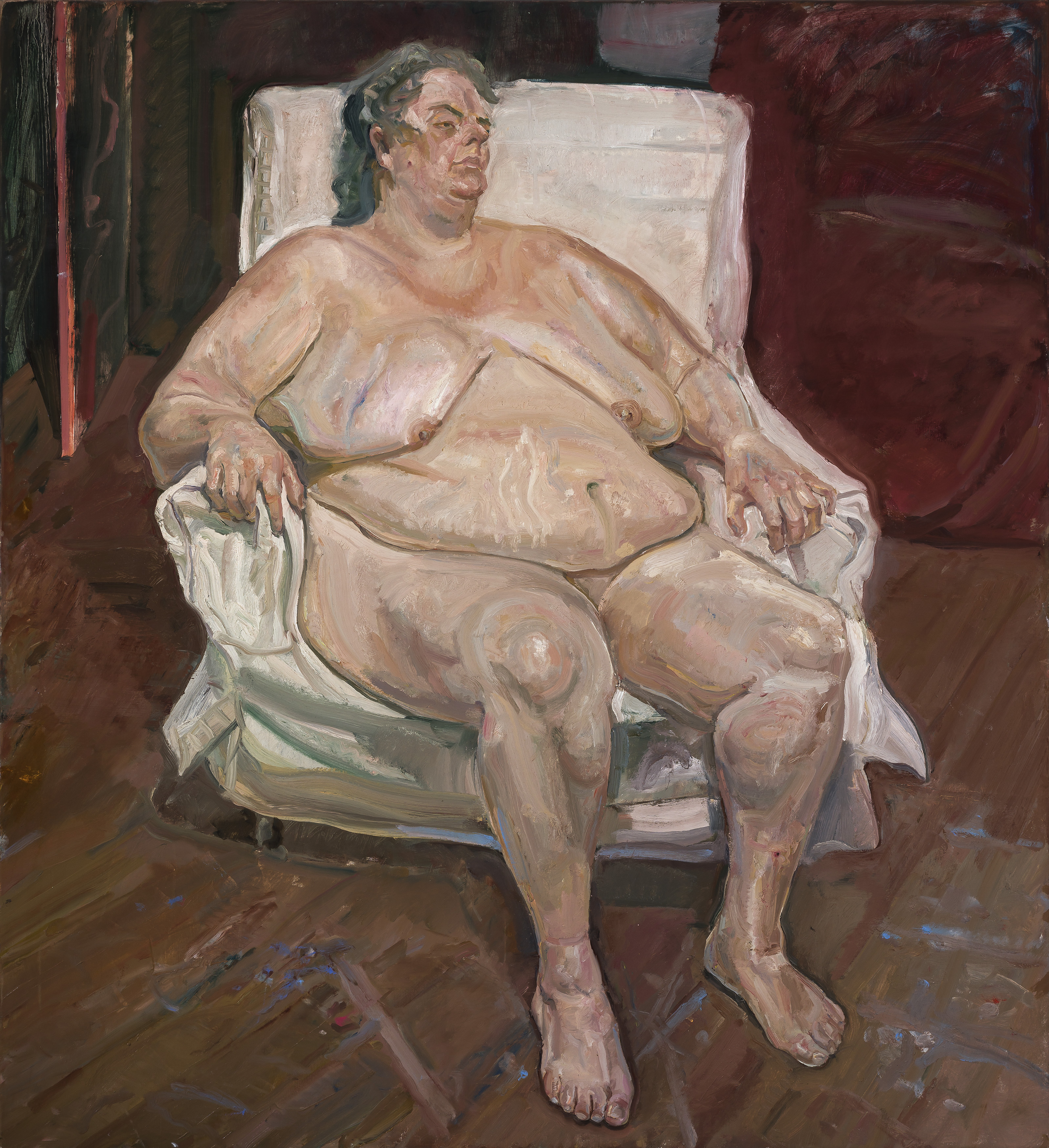
Woman Resting, Öl auf Leinwand 2019